# Edmond Parmentier
Pour les articles homonymes, voir Parmentier.
Edmond Parmentier est un entrepreneur de travaux bruxellois, né en 1857 et mort en 1910.

## Parcours
Edmond Parmentier est un homme du genre qui plaît au roi Léopold II : entrepreneur, il n’a pas peur des grands chantiers et sait prendre des risques calculés. Leur rencontre date des environs de 1893 et l’admiration réciproque est immédiate. Le premier est impressionné par la hauteur de vue du second qui peut compter sur lui pour réaliser ses rêves. En coopérant, ils servent en fait leurs intérêts propres : l’extension et l’embellissement de la ville pour l’un, les profits engendrés par des entreprises d’envergure pour l’autre. Le roi introduit Parmentier dans les milieux politiques, vante ses mérites et talents d’entrepreneur auprès d’eux.
En échange, Parmentier permet au roi de contourner les lenteurs administratives en proposant une solution clé sur porte. La formule est toujours la même, hormis quelques variantes : obtenir la concession d’infrastructures avec la délégation du droit d’expropriation contre une subvention forfaitaire et le droit de revendre les excédents d’emprise comme terrains à bâtir. Ce faisant, il stimule la création de quartiers neufs réservés à la bourgeoisie aisée qui n’hésite pas à mettre la main au portefeuille. Et, pour plaire à son mentor, Parmentier fait au besoin le petit sacrifice financier qui fait plaisir et abandonne quelques terrains pour l’aménagement d’un square que le monarque n’hésite pas, dès qu’il en a la possibilité matérielle, à réaliser à ses frais. Dans tous les cas de figure – avenue de Tervueren, tronçons des boulevards de Grande Ceinture, boulevard du Souverain et avenue de Woluwe-Saint-Pierre (actuelle avenue Edmond Parmentier) – la combinaison semble avoir été fructueuse.
C’est tellement vrai qu’à l’occasion du percement de l’avenue de Tervueren, Edmond Parmentier peut se permettre de se constituer une vaste propriété au sommet du talus qui forme l’angle de l’avenue de Tervueren et de l’avenue qui porte aujourd’hui son nom. En contrepartie, il accepte d’aménager le talus bordant l’avenue d’après un plan approuvé par l’Administration des Ponts et chaussées et l’architecte Elie Laîné. Dans le fond de vallée, deux étangs sont aménagés dans une ancienne zone marécageuse. C’est l’actuel parc Parmentier.
Sur le haut de la colline, il construit une maison en bois qu’il aurait ramenée d’une exposition – très vite baptisée chalet norvégien par la population - des édicules néo-gothiques servant de dépendances et des serres qui, à une échelle plus modeste, ne sont pas sans rappeler celles de Laeken. Il s’y installe en 1903 en compagnie de sa gouvernante, de dix ans sa cadette, Antoinette Voet. Orpheline d’origine modeste, son mariage avec le riche entrepreneur trois ans plus tard fait jaser et brouille définitivement Parmentier avec sa famille. Celui-ci étant déjà malade et incapable de se déplacer, la cérémonie civile se déroule dans la demeure du couple. À la mort de son mari, la riche héritière aura l’occasion de faire taire les mauvaises langues en léguant l’essentiel de sa fortune aux œuvres sociales.
C’est dans ce contexte que la princesse Jean de Merode peut créer, dans la propriété qu’elle a reçue en 1915, un centre de revalidation et de réinsertion professionnelle pour 250 invalides de guerre. Le domaine est ensuite cédé à l’État qui y installe l’hôpital militaire de Woluwe, dépendant du Ministère de la Guerre. Il y abrite 350 invalides de guerre entre 1918 et 1925, tout en leur assurant une formation professionnelle. Les pavillons, construits en bois pour la plupart, disparaissent alors dans un incendie. Quelques années plus tard, en 1932, le site est cédé partiellement à l’asbl Stations de plein air de l’abbé Édouard Froidure (1899-1971) qui y exerce toujours ses activités, tournées vers les enfants placés par l’Aide à la Jeunesse.

## Sources
- Thierry Demey, Léopold II, la marque royale sur Bruxelles, Bruxelles : Badeaux, 2009, 608 p.
- Léopold II, la marque royale sur Bruxelles sur les sites des éditions Badeaux